# The Day the Earth Stood Cool
«The Day the Earth Stood Cool» (укр. «День, коли Земля стала крутою») — сьома серія двадцять четвертого сезону мультсеріалу «Сімпсони», прем'єра якої відбулась 9 грудня 2012 року у США на телеканалі «Fox».

## Сюжет
Гомер засмучується, коли на дитячому майданчику вважають, що він — дід Барта, і переживає, що він уже не крутий. Він зустрічає Теренса, крутого продавця і виробника пончиків з Портленда, який шукає нове місце для проживання для себе і своєї родини, оскільки він вважає, що Портленд «уже не той». Коли він говорить Гомеру, що бачить потенціал у Спрінґфілді, Гомер пропонує йому купити будинок з ним по сусідству, що Теренс і робить.
Сімпсони знайомляться з дружиною Теренса, Емілі, його домашнім улюбленцем броненосцем Чуї, їхньою дочкою Вельвет та їхнім сином Ті-Рексом. Сімпсони отримують перше знайомство з їхнім способом життя: Гомеру і Лісі дуже симпатизують новим сусідам, Барта дратує цинізм Ті-Рекса, а Мардж незручно з ними, особливо від грудного вигодовування Емілі. Незважаючи на це, Мардж підтримує Гомера в його прагненні вписатись у спосіб життя хіпстерів, і дозволяє йому об'єднати їхній і сусідський двори. Однак, Мардж досі стурбована тим, що діти геть від рук відбились.
Сімпсонів запрошують на день народження Ті-Рекса, де Мардж ворогує з Емілі та її подругами-годувальницями відмовляючись годувати Меґґі грудьми. Тим часом Ті-Рекс висміює подарунок Гомера і називає його клоуном, що злить Барта і хлопці влаштовують бійку. Це спричинює тертя між сім'ями, і Сімпсонів виганяють.
Гомер злий на Барта, але, коли той пояснює, що заступився за батька, Гомер все розумі і вирішує розірвати всі зв'язки з Теренсом та його родиною.
Гомер і Мардж тиснуть на Теренса та Емілі, щоб вони покинули Спрінґфілд, але їхнє вихваляння міста призводить до того, що більше хіпстерів переїжджають до Спрінґфілда. Їхній спосіб життя швидко поглинає місто.
Тим часом Барт мириться з Tі-Рексом і пропонує йому дивитись з ним телевізор. Збуджений такою перспективою, Tі-Рекс відмовляється від своїх обов'язків з переробки компосту і приєднується до Барта. Однак, неперевернутий компост загоряється і полум'я починає поширюватися. Гомер і Теренс спільно гасять пожежу за допомогою великих бочок дитячої суміші, яку Мардж тримає в гаражі. Теренс та Емілі вибачаються перед Гомером та Мардж за те, що засуджували їхній спосіб життя.
Коли «New York Times» називає Спрінґфілд «найкрутішим містом Америки», для Теренса, Емілі та решти хіпстерів це означає, що Спрінґфілд — «уже не той». Тому вони переїжджають, на велике розчарування Ліси.

### Фермерська атомна енергія
Наприкінці серії містер Бернс і старий розповідають про те, як вони колись «здобували» ядерну електроенергію. Тоді збирали атоми в озерах, вручну розщеплювали, і перетворювали на електроенергію у бочках, підключені до будинку. Згодом Бернс і чоловік вирушають бурити у горі…

## Виробництво
Виконавчий продюсер і сценарист серії Метт Селман давно планував відвідати, щоб Сімпсони відвідали Портленд. Цю ідею він вперше задумав після того, як колишній сценарист «Сімпсонів» Білл Оуклі переїхав до Орегону. Однак, відвідини Портленда «довелося виправити після успішного дебюту [серіалу] „Портландія“».

## Ставлення критиків і глядачів
Під час прем'єри серію переглянули 7,44 млн осіб з рейтингом 3.4, що зробило її найпопулярнішим шоу на каналі «Fox» тієї ночі.
Роберт Девід Салліван з «The A.V. Club» дав серії оцінку B+, сказавши, що «це одна з найбільш дисциплінованих серій; там немає другорядних сюжетів… наразі це найсмішніший епізод сезону»
Тереза Лопес з «TV Fanatic» дала серії чотири з половиною з п'яти зірок, сказавши, що у серії «є влучна сатира на більш дратівливі атрибути новітньої ітерації крутизни — від їх одягу з минулого, їхньої любові до незрозумілих мультфільмів чи коміксів… до їхніх компостних куп. Епізод був блискучим у своїй пародії на культуру [хіпстерів], яка вже давно панує у музиці, кіно, телебаченні та моді».
Згідно з голосуванням на сайті The NoHomers Club більшість фанатів оцінили серію на 4/5 із середньою оцінкою 3,65/5.